# محمد صالح الحائري المازندراني
محمد صالح بن فضل الله بن محمد-حسن الحائري المازندراني (25 يونيو 1881 - 9 مايو 1971) (28 رجب 1298 - 14 ربيع الأول 1391) عالم مسلم وكاتب وشاعر إيراني. ولد في مدينة كربلاء ونشأ بها. تلقى دراسته الحرة في الحوزات العلمية في العراق وإيران. اشتغل بتدريس العلوم الإسلامية. كان من المعارضين لشاه إيران، فنفي إلى مدينة سمنان، لذلك عرف بـالسمناني. توفي فيها ودفن في العتبة الرضوية في مشهد. هو فقيه شيعي اثنا عشري أصولي، وكاتب وشاعر، له ديوان بالفارسية والعربية وألف عددًا من الكتب والرسائل ووضع الحواشي على مؤلفات تراثية، وألف في قواعد اللغة العربية ونحوها وصرفها. 

## سيرته
ولد محمد صالح بن فضل الله بن محمد حسن بن معين الدين الحائري المازَندَراني في 28 رجب 1298 هـ/ 25 يونيو 1881 في كربلاء أو يقال في قرية كوهستان التي تبعد ستة كيلو مترات عن بهشهر في مازندران. نشأ في مدينة كربلاء على والده فضل الله، وأخذ المقدمات والأدب وغيرها على بعض العلماء منهم علي الحائري المعروف بسيبويه وعباس الحائري، المعروف بالأخفش.

ثم قصد النجف، فحضر البحوث بعض علمائها كالشيخ حسين الخليلي ، ومحمد كاظم الخراساني. وفي عام 1324هـ توجه إلى مازندران، فدرّس وألّف . بعد ذلك انتقل إلى مشهد، فواصل بها التدريس والتأليف. 

إبعد إلى مدينة سمنان لكونه من المعارضين لشاه إيران آنذاك، فأقام بها، متصدياً لمسؤولياته الدينية، وصار من العلماء البارزين فيها، وعاد بعد فتره رجع إلى خراسان فواصل نشاطه فيها .

توفي في اليوم الرابع عشر من شهر ربيع الأول من عام 1391/ 9 مايو 1971 في مدينة سمنان بإيران، بعد أن عانى المرض، ثم نقلت جنازته إلى مدينة مشهد حيث دفنت بالعتبة العلوية في رواق دار السيادة.

## شعره
ذكره عبد العزيز البابطين في معجمه وقال «شاعر عالم مفكر، جلّ شعره في الموضوع الديني، فيه لمحات فلسفية يسوقها على نهج علماء الكلام والمتصوفة، ما توافر من شعره مقطعات تناوبت بين المدائح والاجتهادات في بعض المسائل الفلسفية، منها مقطعة في إثبات حدوث العالم ونفي الأزلية، وأخرى في إقامة البرهان على عينية صفات النبي (ص) وتنزيهه عن كل اسم ورسم ومفهوم...له الكثير من المدائح النبوية، بعضها منظوم على نهج البردة، ومعارضًا بعض من نظموا على نهجها، كما نظم في معارضة ابن الفارض، وغير ذلك... شعره متين البناء قوي السبك متنوع في معانيه جزل في ألفاظه، فيه لمحات صوفية وتأملات فلسفية تجعله أقرب إلى شعر العلماء، غير أن بعض مدائحه تتضمن في مطالعها بعض معاني النسيب؛ حيث ترق عبارته وتلين لغته وتحتفي ببعض أساليب البيان والبديع.»

## مؤلفاته
- العمل الصالح، في الفقه بالفارسية .
- الباقيات الصالحات في الأحكام المنصوصة
- الذروة في الفقه الاستدلالي.
- الحياة الطيبة ، وهي رسالة في حرمة البقاء على تقليد الميت .
- سبائك الذهب في شرح الكفاية في أصول الفقه
- سبيكة الذهب ، وهي منظومة في نظم الكفاية المذكورة .
- حجية الاستصحاب
- الدين القويم في ربط الحادث بالقديم
- الإيمان باللّه في أدلة إثبات الواجب
- اللوح المحفوظ بالفارسية .
- تفسير سورة الفاتحة
- ظلامة العترة الطاهرة
- الانتصار لأهل البيت
- الصحيفة السجادية السادسة.
- شرح دعاء السحر
- ديوان الأدب
- ديوان شعر بالفارسية .
- البديعية الميمية.